# Phyllanthus comptonii
Phyllanthus comptonii là một loài thực vật có hoa trong họ Diệp hạ châu. Loài này được S.Moore miêu tả khoa học đầu tiên năm 1921.